# Notario Online
Notario.org es una plataforma online especializada en la intermediación de trámites notariales en España. Fundada el 9 de noviembre de 2023 por Digital Notary Advisory LLC, tiene su sede principal en Wyoming, Estados Unidos, y cuenta con presencia física en Barcelona, España. Su objetivo es conectar de forma rápida y segura a particulares y empresas con notarios colegiados, agilizando así la gestión de trámites legales que requieren intervención notarial..

## Actividad
Notario.org fue lanzada en noviembre de 2023 por la empresa estadounidense Digital Notary Advisory LLC, en respuesta a la necesidad de agilizar y simplificar el acceso a servicios notariales en Europa. Detrás de la iniciativa se encuentra una joven emprendedora ucraniana de 27 años, quien, a raíz del conflicto entre Rusia y Ucrania iniciado en 2022, se vio forzada a emprender fuera de su país. Aprovechando la evolución del marco legal europeo y español, creó Notario.org como una solución tecnológica que conecta usuarios con notarios autorizados de manera ágil y totalmente legal.
El proyecto surge en un momento clave para la transformación digital del derecho societario y notarial, coincidiendo con la entrada en vigor en España de la Ley 11/2023, de 8 de mayo, y apoyándose en la Directiva (UE) 2019/1151, que modifica la Directiva 2017/1132 sobre el uso de herramientas digitales en la constitución y gestión de sociedades.
Gracias a este marco legal y tecnológico, Notario.org nace como una plataforma de intermediación digital que conecta a usuarios con notarios colegiados de forma segura, remota y eficaz, ofreciendo una alternativa moderna frente al modelo tradicional de atención presencial.

## Actividad y funcionamiento
Notario.org no es una notaría ni presta servicios notariales. Su función es actuar como intermediario digital entre los usuarios y notarios colegiados en España, facilitando el acceso a la firma de documentos públicos de manera eficiente, segura y conforme a la ley. La plataforma permite a los usuarios:
- Registrar su solicitud online
- Verificar su identidad
- Coordinar una videollamada con un notario colaborador
- Recibir los documentos firmados conforme a la normativa vigente

Notario.org gestiona los aspectos técnicos del proceso, incluyendo certificados digitales, soporte documental y cumplimiento normativo, para que el trámite con el notario pueda realizarse más rápida y cómodamente que por cuenta propia.
Notario.org opera actualmente en más de 50 ciudades españolas, en varios estados de EE. UU., y su acceso es global, diseñado para clientes internacionales que requieran trámites notariales con seguridad, rapidez y validez jurídica internacional.

## Tecnología y operaciones
Notario.org no desarrolla tecnología notarial propia ni presta servicios legales directos, sino que se apoya en las herramientas tecnológicas vigentes en el ecosistema legal europeo para facilitar la intermediación entre usuarios y notarios autorizados.
La plataforma utiliza sistemas de videoconferencia seguros, mecanismos de verificación de identidad compatibles con la normativa eIDAS, y medios de firma electrónica cualificada conforme a la legislación española. Estos elementos permiten garantizar la legalidad, seguridad y eficacia de cada proceso.
Además, Notario.org cuenta con un CRM de gestión propio, desarrollado internamente para coordinar eficientemente los flujos de trabajo entre clientes, notarios colaboradores y el equipo de soporte.